# Cristian Nazarit
Cristian Nazarit est un footballeur colombien né le 13 août 1990 à Villa Rica. Il évolue au poste d'attaquant.

## Biographie

### En club
Cristian Nazarit joue en Colombie, aux États-Unis, au Chili, au Japon et au Qatar.
Il joue un match en Copa Libertadores et trois matchs en Copa Sudamericana.
Il inscrit 17 buts en deuxième division japonaise en 2014.

### En équipe nationale
Avec les moins de 17 ans, il participe à la Coupe du monde des moins de 17 ans en 2007. Lors du mondial junior organisé en Corée du Sud, il joue quatre matchs. La Colombie s'incline en huitièmes de finale contre le Nigeria.